# Kijevský Egan
Kijevský Egan (rusky Киевский Ёган) je řeka v Tomské oblasti v Rusku. Je 339 km dlouhá. Povodí má rozlohu 4140 km².

## Průběh toku
Tok řeky je velmi členitý. V jejím povodí se nacházejí četné bažiny a na dolním toku také jezera. Ústí zprava do ramene Obu Kijevskaja.

## Vodní stav
Zdroj vody je sněhový a dešťový.